# Alexander Herr
Alexander Herr (Furtwangen im Schwarzwald, 4 de octubre de 1978) es un deportista alemán que compitió en salto en esquí.
Ganó dos medallas en el Campeonato Mundial de Esquí Nórdico de 2001, oro en el trampolín grande por equipos y bronce en el trampolín normal por equipos.

## Palmarés internacional
| Campeonato Mundial | Campeonato Mundial | Campeonato Mundial | Campeonato Mundial |
| Año                | Lugar              | Medalla            | Prueba             |
| ------------------ | ------------------ | ------------------ | ------------------ |
| 2001               | Lahti (Finlandia)  | Medalla de oro     | TG por equipos     |
| 2001               | Lahti (Finlandia)  | Medalla de bronce  | TN por equipos     |